# Констанца Угарска
Констанца од Угарске (?-1302), била је краљица Галиције и велика кијевска кнегиња, била је супруга Лава I Галицијског, великог кнеза Кијева (1271–1301).
Била је ћерка краља Беле IV од Мађарске и краљице Марије Ласкарис.

## Породица
Краљ Бела IV имао је десеторо деце. Констанцине сестре биле су Света Кунигунда, удата за краковско-сандомирског кнеза Болеслава V Чедног, Блажена Јоланда од Пољске, удата за војводу Болеслава Побожног од Калиса, Ана од Угарске, удата за вечног ривала њеног супруга за галицијски престо, бана мачванског и славонског Ростислава Михајловича, Елизабета од Угарске, удата за војводу од Баварске Хенрика XIII Вителсбах, Света Маргарета Угарска, која је од свог рођења живела религиозним животом. Њен брат је био угарски краљ Стефан V.
Преко деце њене сестре кнегиње Ане, деца краљице Констанце и краља Лава I била су у сродству са главним краљевским породицама средње Европе. Она је потомак кијевских великих кнежева Владимира II Мономаха и Јарослава Мудрог. Пра-праунука руске принцезе Еуфросиније Кијевске, ћерке великог кнеза кијевског Мстислава I Великог.

## Деца
Имали су троје деце:
- Јуриј I Галичко-Волински (24. април 1252/1257 – 18. март 1308).
- Свјатослава Лавовна од Галичко-Волиније (умрла 1302), монахиња.
- Анастасија Лавовна од Галичко-Волиније (умрла 12. марта 1335), која се удала за Сјемовита од Добржиња.